# Акрозин
Акрозин (Шифр КФ 3.4.21.10) — фермент, сериновая протеаза, продукт гена человека ACR. Акрозин высвобождается из акросомы сперматозоида в результате акросомной реакции и участвует в проникновении через Zona pellucida яйцеклетки.

## Ферментативный механизм

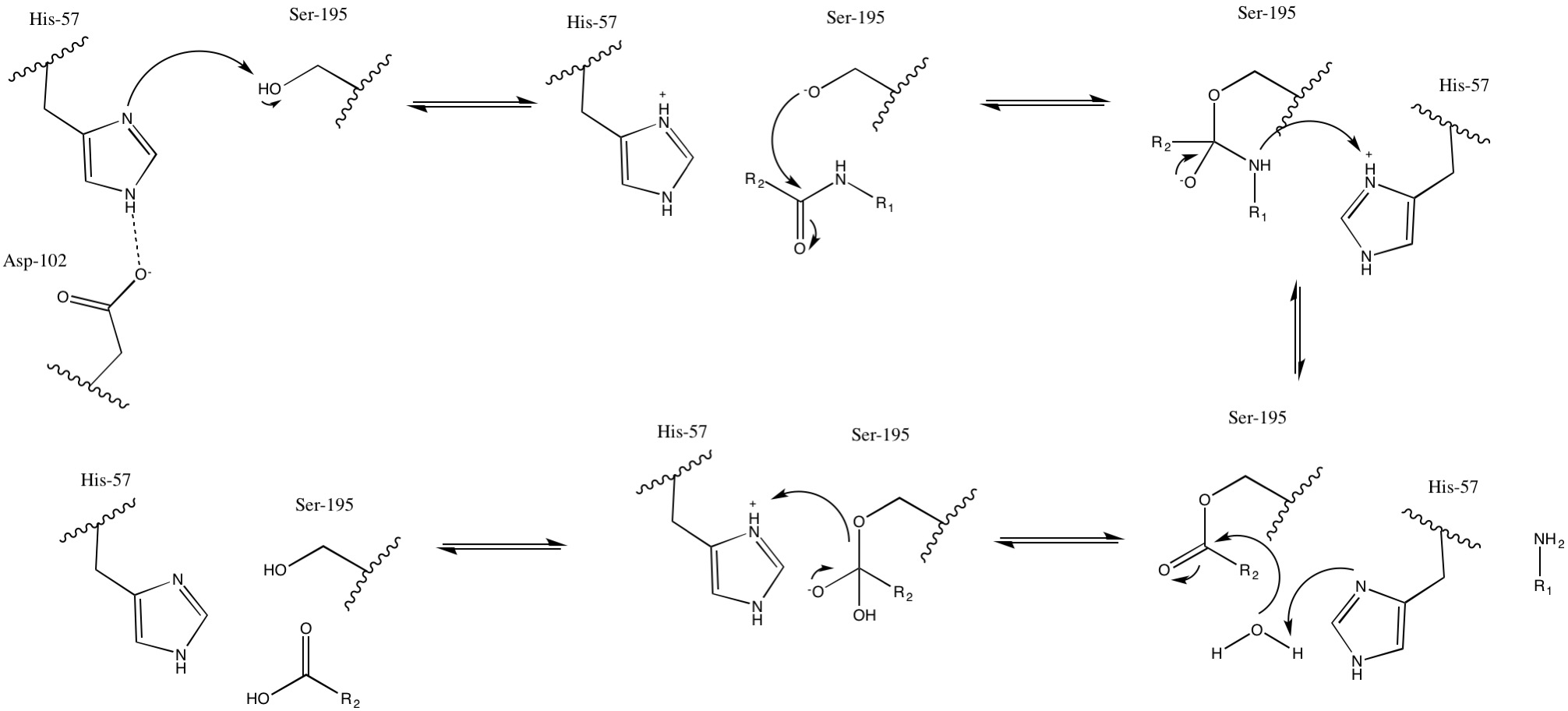
Каталитический механизм акрозина

Акрозин является типичной сериновой протеазой с трипсино-подобной специфичностью.
Каталитическая реакция проходит по классической для сериновых протеаз схеме. Сначала гистидин-57 депротонирует серин-195, позволяя последнему действовать в качестве нуклеофила. Депротонированный серин-195 реагирует с углеродом карбонильной группы пептида, формируя промежуточный тетраэдральный комплекс. Затем комплекс распадается с уходом группы H2N-R1, которая протонируется гистидином-57. Гистидин-57 депротонирует молекулу воды, служащую в результате нуклеофилом в реакции с углеродом карбонильной группы. С другой стороны, распад промежуточного тетраэдрального комплекса также приводит к уходу серина-195, протонируемого гистидином-57. В результате все аминокислотные остатки акрозина возвращаются в исходное состояние с образованием карбоксильной группы в положении пептидной связи субстрата.

## Биологические функции
Акрозин является основной протеазой, присутствующей в акросоме сперматозоида. Он хранится в акросоме в виде неактивного предшественника, про-акрозина. В результате стимуляции акросома выделяет своё содержимое на поверхность zona pellucida. После этого зимогенная форма протеазы переходит в активную форму β-акрозин. Активный фермент участвует в лизисе zona pellucida, что облегчает проникновение спермы через внутренние гликопротеиновые слои оболочки яйцеклкетки.
Однако важность акрозина в проникновении сперматозоида через zona pellucida неясна, так как было показано, что сперматозоиды мыши, в которых активный β-акрозин отсутствовал, всё ещё обладали способностью проникать через zona pellucida. Были предположения, что акрозин, возможно, участвует в распространении содержимого акросомы после акросомной реакции или служит вторичным связывающим белком между сперматозоидом и zona pellucida.
Регуляция акрозина осуществляется ингибитором протеина C SERPINA5. Концентрация белка SERPINA5 в мужской половой системе в 40 раз превышает таковую в крови. SERPINA5 ингибирует протеолитическую активность акрозина и, возможно, играет защитную роль в случае преждевременного высвобождения фермента или при дегенерации сперматозоидов в организме для предотвращения повреждения окружающих тканей.

## В патологии
Хотя в исследованиях на мышах было показано, что акрозин не является ключевым компонентом для проникновения сперматозоидов через оболочку яйцеклетки, у человека существует корреляция между акросомальной протеазной активностью и мужским бесплодием. Также обнаружена сильная корреляция между активностью акрозина и подвижностью спермы.